# Rebelia claudiasolvensis
Rebelia claudiasolvensis är en fjärilsart som beskrevs av Loebel 1941. Rebelia claudiasolvensis ingår i släktet Rebelia och familjen säckspinnare. Inga underarter finns listade.